# Hôpital Cochin
Hôpital Cochin è un ospedale di pubblica assistenza in rue du Faubourg-Saint-Jacques, Parigi. Ospita il centro centrale per il trattamento delle ustioni della città. L'Hôpital Cochin è una sezione della Faculté de Médecine Paris-Cité. Commemora Jean-Denis Cochin, parroco della parrocchia di Saint-Jacques-du-Haut-Pas e fondatore di un ospedale per gli operai ei poveri di quel quartiere di Parigi.
Dal 1990, un centro di ricerca biomedica, l'Institut Cochin, è stato associato all'ospedale. È stato riorganizzato nel 2002 per comprendere la ricerca genetica, la biologia molecolare e la biologia cellulare, con uno staff di circa 600 persone. Fa parte sia dell'INSERM che del CNRS, integrato con l'Università Paris-Cité.